# Auguste Payen

[[Bestand:Ancien observatoire royal de Bruxelles 1.JPG|thumb|190px|

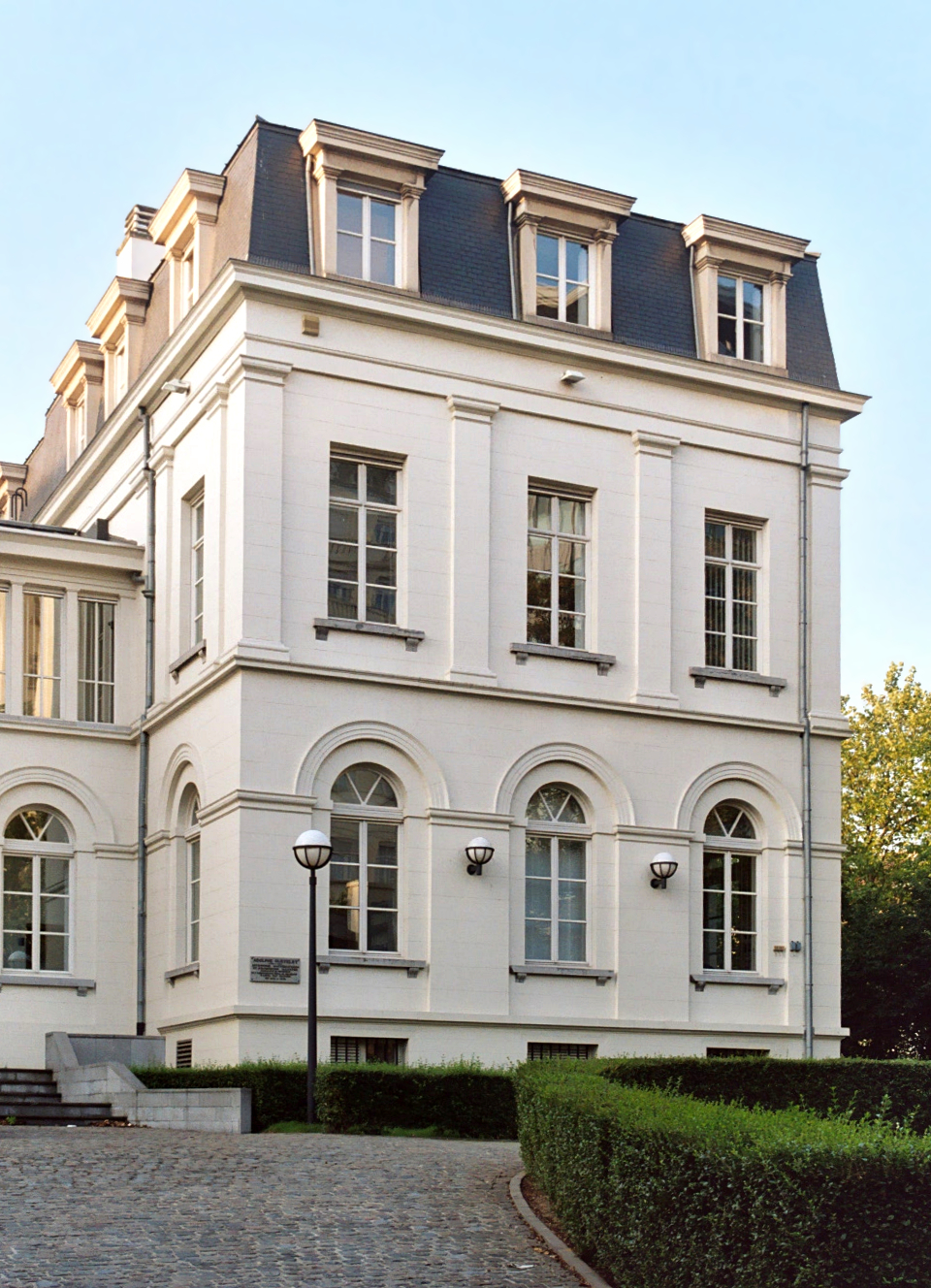
Voormalige koninklijke sterrenwacht
(Sint-Joost-ten-Node)
(1826-1832)

Auguste Payen (de Jonge) (Brussel, 7 juni 1801 - Sint-Joost-ten-Node, 16 april 1877) is een Belgische neoclassicistische architect die actief was tijdens het bestuur van koning Leopold I.

## Biografie
Auguste Payen was lid van een Doornikse architectenfamilie. Hij was een zoon van bouwmeester Auguste Payen (de Oude) (°1759, † 1812), die op zijn beurt broer was van Antoine Payen (°1749, † 1798).
Auguste Payen (de Jonge) studeerde aan de Academie van Doornik en ontving er onderricht in de bouwkunst van Bruno Renard (°Doornik, 30 september 1781, † Sint-Joost-ten-Node, 17 juni 1861), die onder meer de inrichtingen van de koolmijnen van Hornu (Le Grand-Hornu) had ontworpen.
Nadien werd Payen medewerker van Nicolas Roget (°Parijs, 30 mei 1790, † Brussel, 11 april 1865), -een Brusselse stedelijk architect- met wie hij van 1826 tot 1832 de Sterrenwacht ontwierp (Queteletplein, Sint-Joost-ten-Node).
Na de Belgische Onafhankelijkheid trad Payen (in 1841) als architect in dienst bij de Belgische Staatsspoorwegen. In die functie ontwierp hij een groot aantal stations. Het merendeel van deze gebouwen is inmiddels vervangen door constructies in moderne stijl.
Payen’s naam komt eveneens voor op de lijst der stichters van de Brusselse Universiteit.

## Werken(Selectie)
- 1826-1832: voormalige Koninklijke Sterrenwacht, Queteletplein & Sterrenkundelaan te Sint-Joost-ten-Node (in samenwerking met Nicolas Roget);
- 1828: verbouwing van hofzalen in het Paleis van Karel van Lotharingen (1712-1780) (in samenwerking met Nicolas Roget);
- 1832: tolhuisjes van de Anderlechtsepoort te Brussel;
- 1832-1834: tolhuisjes van de Ninoofsepoort te Brussel;
- 1834-1836: voormalige tolhuisjes van de Naamsepoort te Brussel. Verplaatst naar de ingang van het Ter Kamerenbos, aan de Louizalaan 544 en 589.
- 1836-1841: stedelijk slachthuis (Slachthuislaan, Brussel) (geslecht in 1926);
- 1837: station Gent-Zuid (gesloten in 1928, geslecht in 1930);
- 1839: restauratiewerken van het Koninklijk Parktheater (Brussel);
- 1840: Groot Spui, later verplaatst naar de Poincarélaan 77 te Anderlecht en uitgebreid door architect Léon Suys.
- 1840: station Verviers-Oost aan de Rue de la station te Verviers. Gesloopt op het einde van de 19-de eeuw.
- 1840-1944: eerste stenen "station Oostende-Stad". Gebouwd in neoclassicistische stijl. Destijds gelegen ten zuiden van het Tweede Handelsdok (Ernest Feysplein). Door het snel groeiend aantal reizigers bleek dit station spoedig te klein. Bijgevolg werd het tussen 1879 en 1882 door architect Félix Laureys vergroot en geïntegreerd in een nieuwe constructie die anno 1956 gesloopt werd wegens oorlogsschade.
- 1841-1844: station van Brugge. Dit gebouw werd later, in 1879, steen per steen gedemonteerd en in 1881 wederopgebouwd te Ronse. 't Is thans één der oudste nog in gebruik zijnde stations op het Europese vasteland.
- 1843: station Manage. Gesloopt in 1902.
- 1847: station Kortrijk. Ingevolge oorlogsschade anno 1944 werd in 1956 een nieuw station in gebruik genomen.
- 1848: station Wetteren. Dit gebouw is thans het derde oudste nog in gebruik zijnde station van België.
- 1849: oud station Dendermonde in classicistische stijl (Statieplein 2, Dendermonde). Dit gebouw heeft thans een andere functie en is beschermd als bouwkundig erfgoed.
- 1850: tweede station van Doornik. In 1879 gedemonteerd en in 1887 wederopgebouwd in Leuze.
- 1853: neoclassicistisch huis aan de Nieuwstraat 18 te Brussel (thans verbouwd);
- 1861: station Lier aan het Leopoldplein te Lier. Dit is een van de zeldzame nog in gebruik zijnde stations van architect Payen.
- 1859: Kursaal van Blankenberge. Dit gebouw in neomoorse stijl werd getransformeerd tot hotel en afgebroken in 1932.
- 1862: station Vorst te Brussel. In 1880 werd de naam gewijzigd: “Vorst-Zuid”.
- 1864-1869: het monumentale tweede zuidstation te Brussel in neoclassicistische stijl. Vanaf 1949 werd dit gebouw gesloopt voor de aanleg van de Noord-Zuidverbinding, en werd een nieuw station opgericht. Het beeldhouwwerk dat het oude gebouw sierde, werd overgebracht naar het Dodainepark in Nijvel.

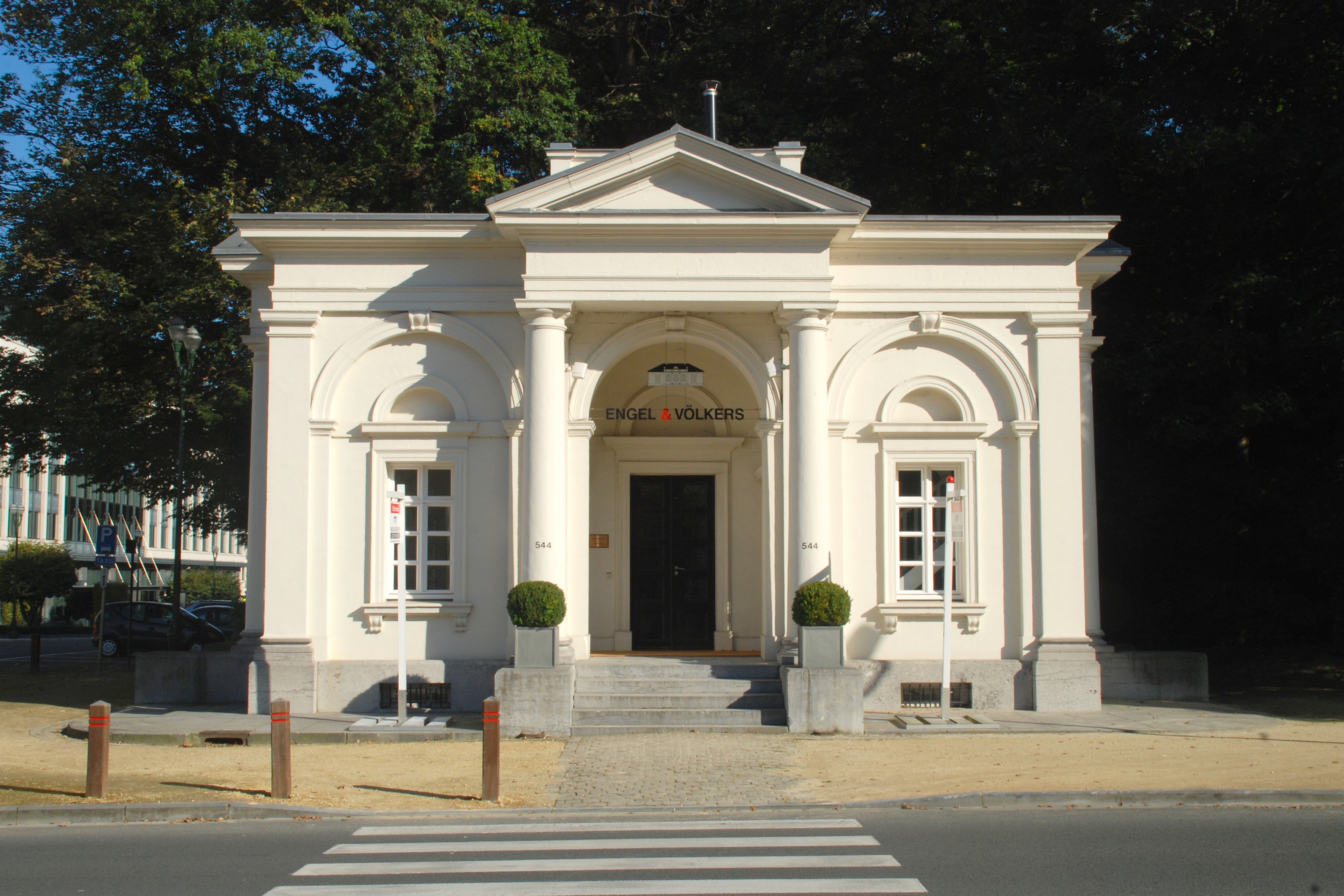
Voormalig tolhuisje v.d. Naamsepoort (1834-1836).
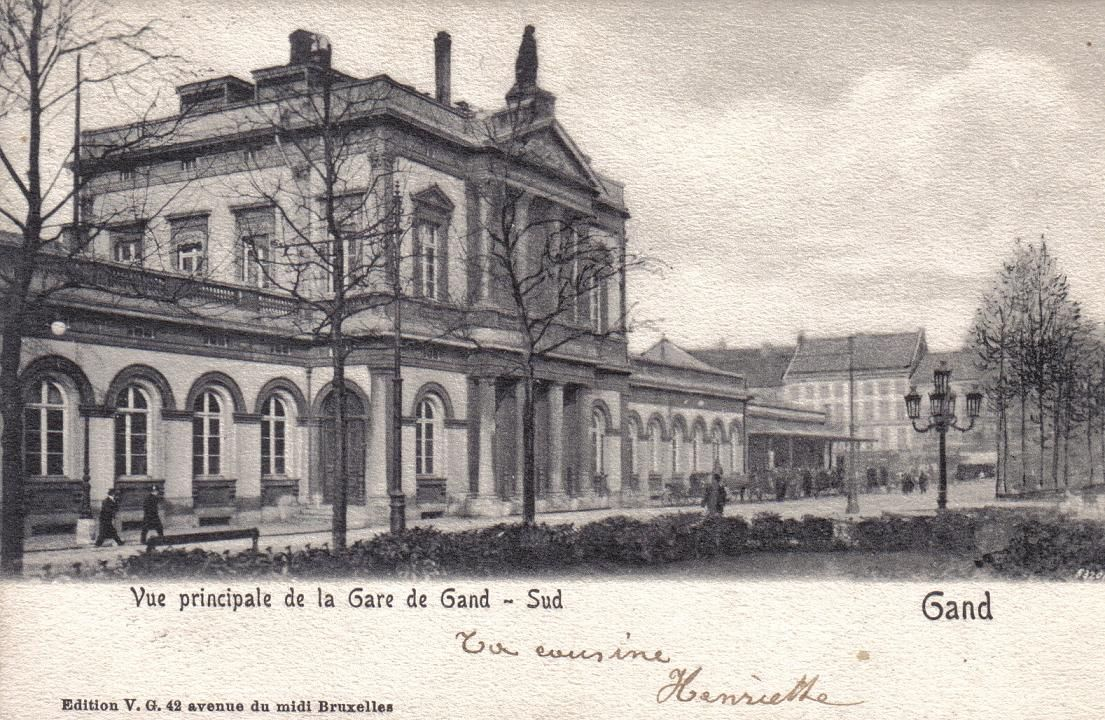
Voormalige station Gent-Zuid (1837).
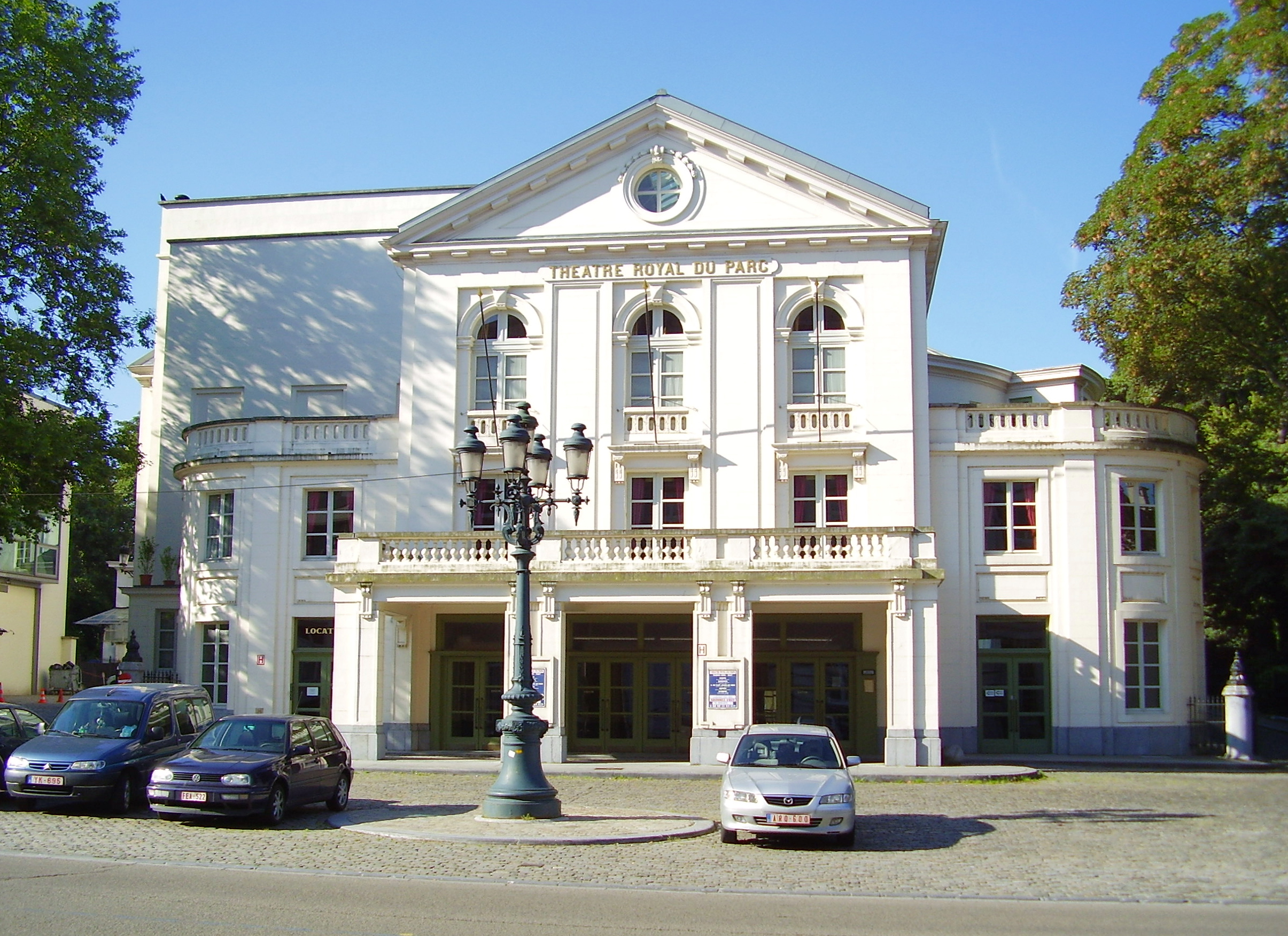
Koninklijk Parktheater (1839).
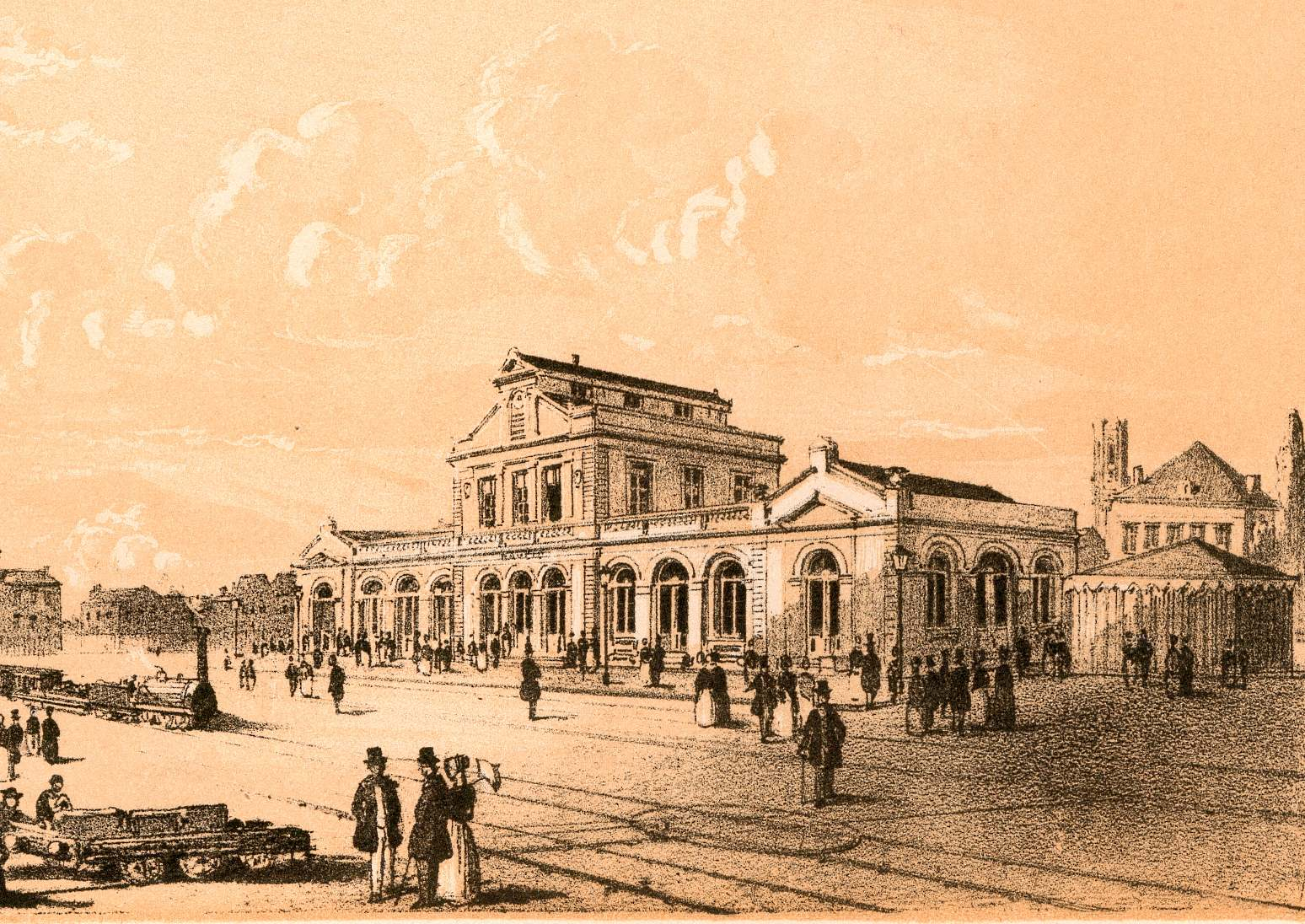
1-ste station Brugge (1841-1844), heropgebouwd te Ronse.
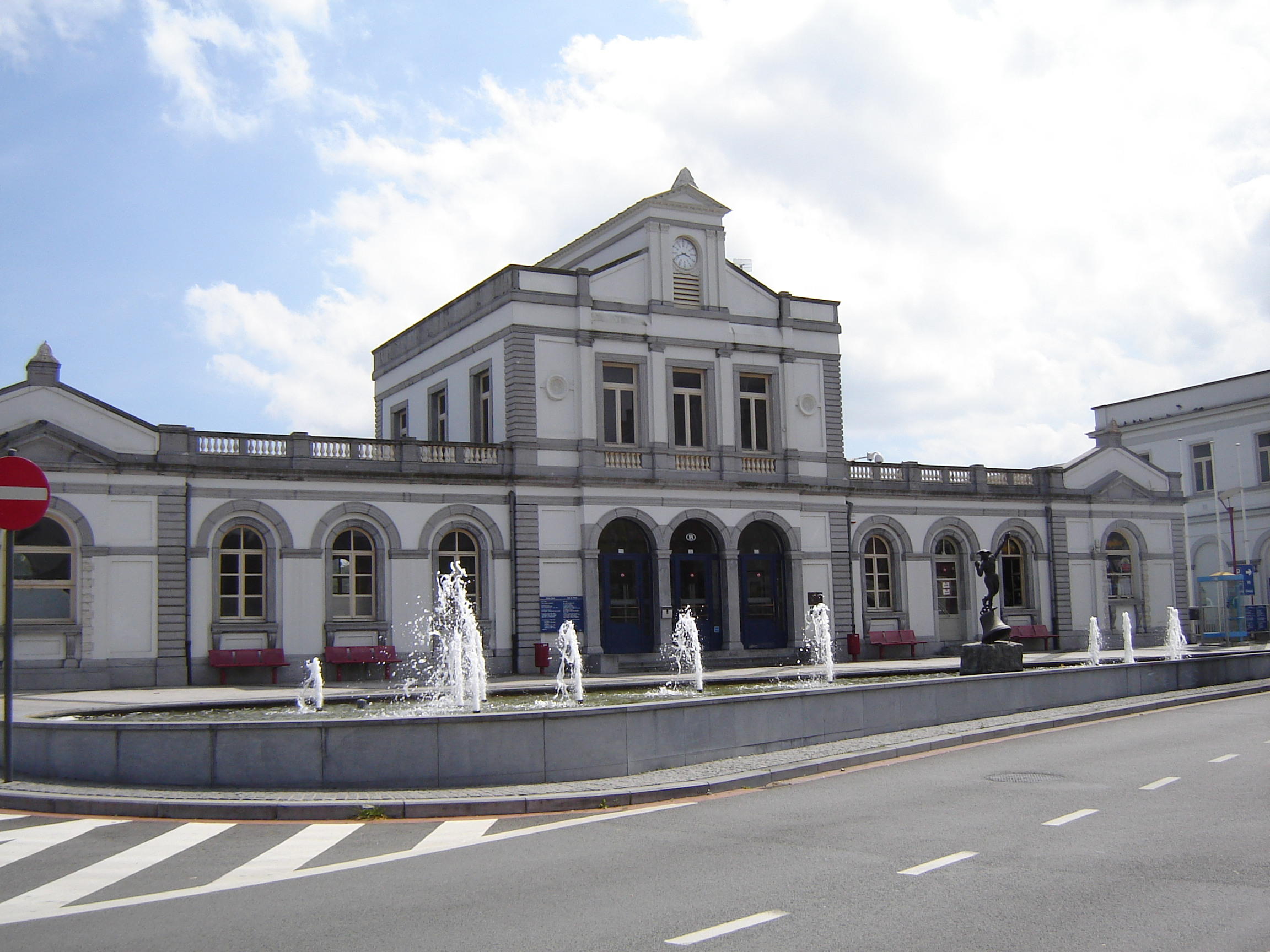
Station Ronse ex: Brugge.
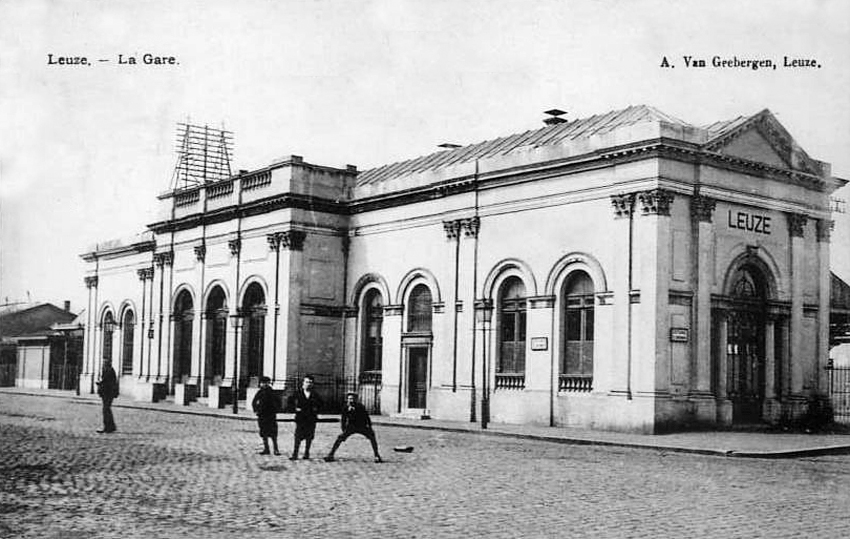
2-de station Doornik (1850), heropgebouwd te Leuze.
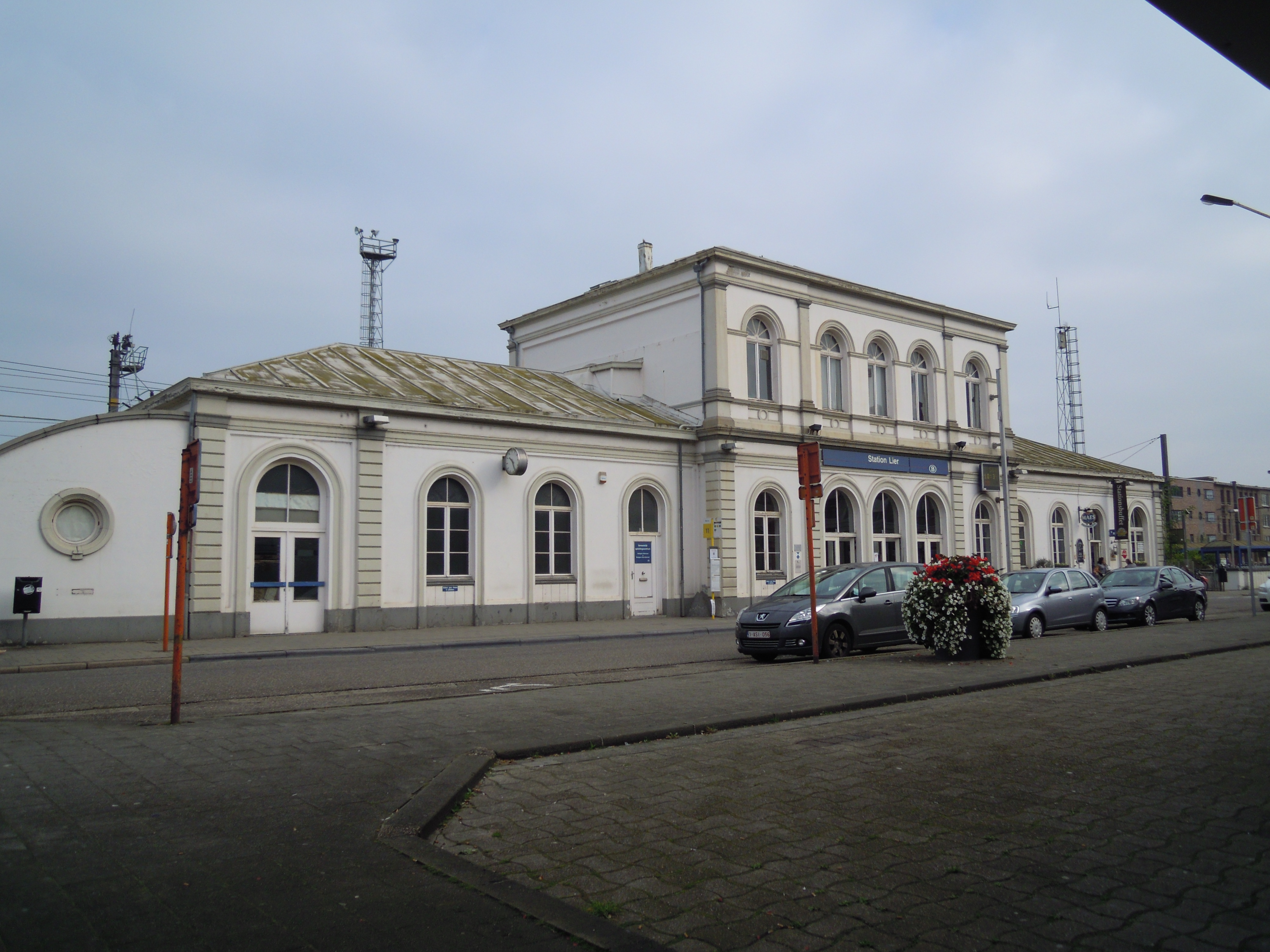
Station Lier (1861).
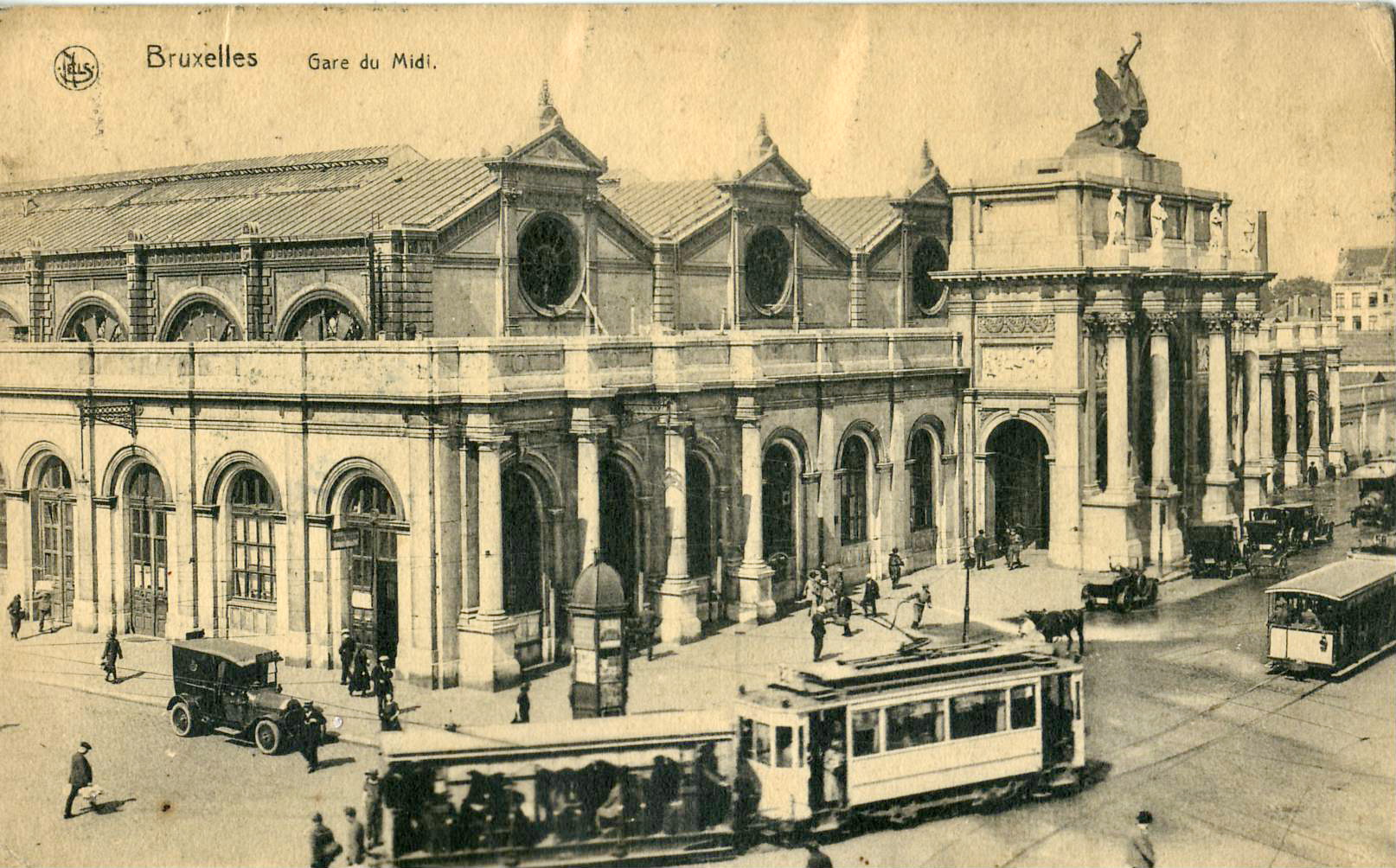
2-de station Brussel-Zuid (1864-1869).